# إيماتينب
إيماتينب (بالإنجليزية: Imatinib) هو أحد مثبطات التيروسين كيناز ويستخدم لعلاج السرطان، وتحديداً مرض ابيضاض الدم النقوي المزمن أو ما يعرف باللوكيميا النخاعية المزمنة (بالإنجليزية: Chronic myeloid leukemia)، وكذلك لوكيميا الخلايا الليمفاوية وأورام أخرى.

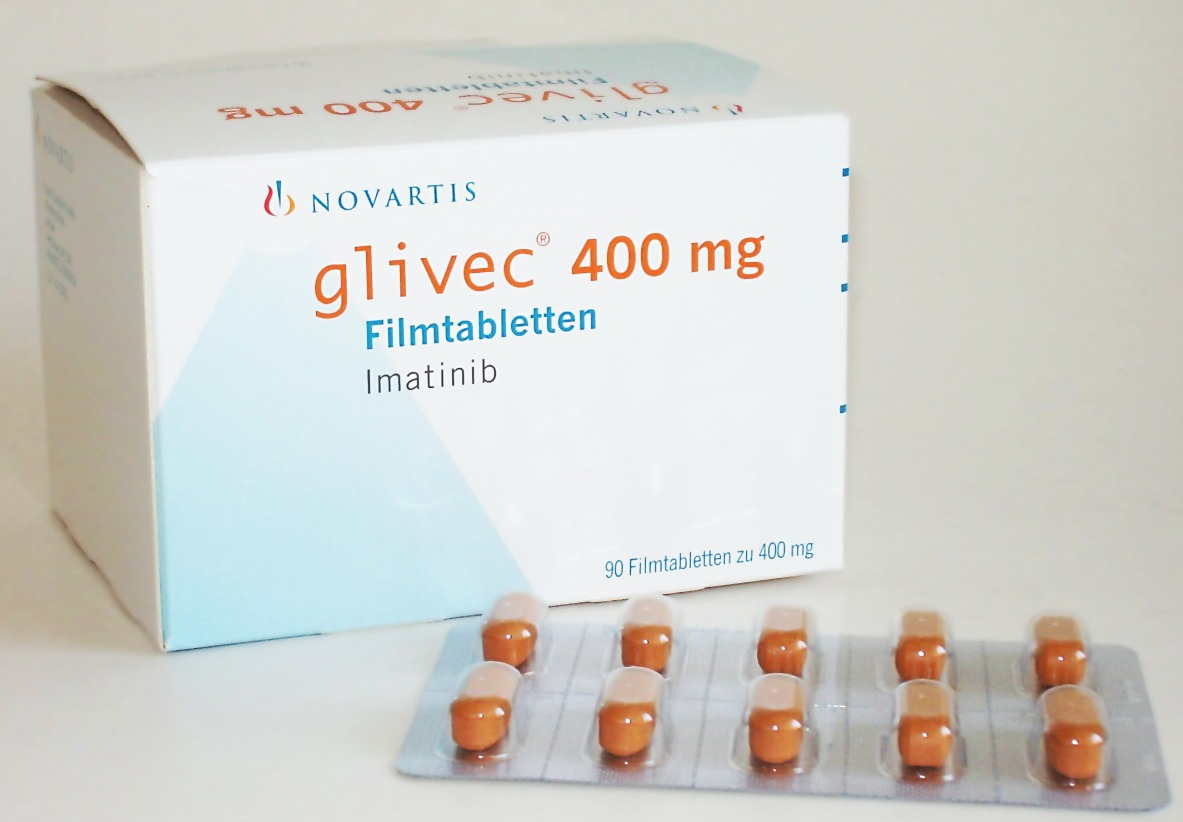
قليفك Glivec أحد أشهر الأسماء التجارية لدواء إيماتينب

## طريقة الاستعمال
الإيماتينب دواء فموي على شكل كبسولات تستخدم في الغالب مرة في اليوم واحيانا مرتين على حسب الإرشادات الطبية.
والجرعة هي ما بين 400 – 600 ملغرام في اليوم. ومن الممكن اعطاء جرعة إلى 800 ملغرام في اليوم في حالات محددة.
إذا حصل نسيان تناول جرعة الدواء يجب اخذها حالا عند التذكر، الا إذا حان الوقت لاخذ الجرعة التالية، فيجب عندها ترك الجرعة التي نسيت والاستمرار بالعلاج كالمعتاد.

## بداية الفعالية
يتم امتصاص الحبوب إلى الدم في غضون ساعات ولكن قد يحتاج العلاج إلى عدة اسابيع أو أشهر إلى حين ظهور تاثيرات الدواء.
وتستمر فعالية الجرعة الواحدة في الجسم في المتوسط لمدة 18 ساعة.

## الجرعة المفرطة
حالات الجرعات المفرطة لهذا الدواء لازالت محدودة. وعموماً يعتبر الإيماتينب شديد الارتباط ببروتينات بلازما الدم مما يجعل غسيل الدم في هذه الحالات غير فعال.

## تغذية
يجب أخذ الكبسولة مع وجبة الطعام ومع كمية من الماء.
يمنع تناول الدواء مع عصير الجريب فروت، لانه قد يؤثر سلبا على عملية امتصاص الاماتينيب في الجسم.

## الآثار الجانبية
ان الآثار الجانبية الأكثر شيوعا والتي تمت ملاحظتها نتيجة لاستعمال هذا الدواء تشمل:
- الغثيان والتقيؤ والإسهال
- صداع
- تشنجات وألم العضلات
- الوذمة وتراكم السوائل، مما يؤدي إلى مضاعفات مثل: الوذمة الرئوية، تسرب السوائل إلى الغشاء الذي يغطي الرئتين والغشاء الذي يغطي القلب.

## تحذيرات

### اثناء الحمل
تشير الدراسات التي اجريت على الحيوانات ان هذا الدواء يسبب عيوبا خلقية في الاجنة. ينصح بالامتناع عن الحمل أثناء استخدام هذا الدواء. (D).

### الرضاعة
لينتقل الدواء عن طريق حليب الام ومن المحتمل ان يؤثر على الطفل. من المفضل عدم تناول الدواء أو عدم الإرضاع.

## اقرأ أيضاً
- مثبط التيروسين كيناز
- ابيضاض الدم النقوي المزمن